# Nemeritis graeca
Nemeritis graeca är en stekelart som beskrevs av Horstmann 1975. Nemeritis graeca ingår i släktet Nemeritis och familjen brokparasitsteklar. Inga underarter finns listade i Catalogue of Life.